# Сугайкаси
Сугайка́си (рос. Сугайкасы, чув. Сухайкасси) — присілок у складі Канаського району Чувашії, Росія. Адміністративний центр та єдиний населений пункт Сугайкасинського сільського поселення.
Населення — 1319 осіб (2010; 1453 у 2002).
Національний склад:
- чуваші — 97 %